# Dinorwic und George
Die Lokomotiven Dinorwic und George waren schmalspurige Tenderlokomotiven für den Einsatz im Dinorwic-Steinbruch in Nord-Wales. Sie gelten als die ersten Quarry Hunslets, und ihre Konstruktionsprinzipien blieben über Jahrzehnte im Wesentlichen unverändert.

## Geschichte
Die 1870 von Hunslet gebaute Dinorwic war nicht nur die erste der Lokomotiven, die heute von Eisenbahnfreunden als Quarry Hunslets bezeichnet werden, sondern mit der Werk-Nummer 51 auch die erste von Hunslet gebaute Schmalspurlokomotive.
Die Lokomotive wurde auf der Verbindungsstrecke zwischen den Mills (Mühlen) genannten Werkstätten, in denen der Schiefer verarbeitet wurde, und dem Umladebahnhof zur Padarn Railway eingesetzt, der Verbindungsbahn zum Hafen. Für diese Aufgabe waren bis dahin bis zu zwölf Pferde notwendig gewesen. 1877 kam eine zweite Lokomotive dazu, genannt George (Werk-Nr. 184).
Wie weit die George identisch mit der Dinorwic war, ist nicht gesichert. Die Werksaufnahme und die Übersichtszeichnungen sind nicht erhalten geblieben, und sonst existiert wahrscheinlich nur ein mutmaßliches Bild der Lokomotive, das jedoch auch die Dinorwic zeigen könnte. Sicher ist jedoch, dass die Treibrad- und Triebwerksabmessungen gleich waren, was größere Abweichungen der Konstruktion wegen der ähnlichen Bauweise aller Quarry Hunslets unwahrscheinlich macht.
Als 1882 eine neue Lokomotive für die in einer Spurweite von 4 Fuß (1219 mm) angelegte Padarn Railway beschafft wurde, erhielt diese den Namen Dinorwic, und die kleine Lokomotive erhielt den neuen Namen Charlie. Dieser war – wie George und Louisa – der Name eines der Kinder des Inhabers des Steinbruchs.
Die 1895 und 1898 gelieferten Maschinen der Mills Class ersetzten Charlie und George auf der Mills Tramroad, und die beiden Lokomotiven wurde anschließend auf den Galerien des Steinbruchs eingesetzt. Wahrscheinlich dienten sie weiterhin auch als Ersatzlokomotiven für die Mills Class.
George erhielt spätestens gegen 1912 mit Minstrel Park den Namen eines Rennpferds, ebenso wie viele der Lokomotiven der Alice Class.
Charlie wurde 1916 ausgemustert und 1919 zum Verkauf angeboten. Ein solcher kam jedoch nicht zustande, und die Maschine stand noch 1935 in einem Schuppen auf dem Gelände des Steinbruchs. Ein Jahr später wurde die Lokomotive verschrottet.
Minstrel Park wurde 1919 an ein Bergbauunternehmen verkauft. Die Maschine wurde um 1942 verschrottet.

## Konstruktion
Die Lokomotiven waren auf einem außenliegenden Plattenrahmen aufgebaut. Die beiden Kuppelachsen, die zum Befahren enger Kurven einen Abstand von nur 1295 mm hatten, wurden von außenliegenden Zylindern über Kurbeln angetrieben. Die Kreuzköpfe wurden in doppelten Gleitbahnen geführt.
Die vier Blattfedern waren oberhalb des Rahmens und des Umlaufs angeordnet. Die innenliegenden Steuerung der Bauart Stephenson bewegte innerhalb des Rahmens angeordnete Flachschieber. Die Umsteuerung erfolgte über einen auf der rechten Fahrzeugseite angeordneten Hebel.
Der Langkessel hatte einen geringeren Durchmesser als Rauchkammer und Stehkessel. Letzterer lag unmittelbar hinter der zweiten Kuppelachse und glich damit den vorderen Überhang der Zylinder aus. Ein Dampfdom war nicht vorhanden; der Dampf wurde dem etwas erhöhten Stehkessel entnommen, auf dem auch die Sicherheitsventile angeordnet waren.
Der Wassertank war als Satteltank ausgeführt und verdeckte den gesamten Langkessel. Diese Bauform gewährleistete im Gegensatz zu seitlichen Tanks eine bessere Zugänglichkeit der innerhalb des Rahmens angeordneten Bauteile. Der Führerstand war offen; gebremst wurde über eine senkrecht stehende Handkurbel.
Bemerkenswert ist, dass Hunslet dieses Konstruktionsprinzip über mehrere Jahrzehnte hinweg nicht mehr wesentlich verändert hat; der Aufbau der 1922 und 1932 gebauten letzten Quarry Hunslets (Dinorwic Port Class) ist im Grunde der gleiche. Lediglich die waagerecht angeordneten Zylinder und der niedrige Umlauf, der Radschutzkästen erforderlich machte, wurden nicht mehr wiederholt. Die waagerechten Zylinder hatten gegenüber den schräg und damit auch etwas höher angeordneten den Nachteil, dass sie anfälliger für Beschädigungen durch herumliegende Steinbrocken waren.